# اوله یاشچوک
اوله یاشچوک (اوکراینی: Олег Ростиславович Ящук؛ زادهٔ ۲۶ اکتبر ۱۹۷۷) بازیکن فوتبال اهل بلژیک است.
از باشگاه‌هایی که در آن بازی کرده‌است می‌توان به باشگاه فوتبال سرکل بروژ و باشگاه فوتبال اندرلشت اشاره کرد.
وی همچنین در تیم‌های ملی فوتبال Ukraine national under-16 football team, Ukraine national under-18 football team، و زیر ۲۱ سال اوکراین بازی کرده‌است.